# (6572) Carson
(6572) Carson es un asteroide perteneciente al cinturón de asteroides, descubierto el 22 de septiembre de 1938 por Yrjö Väisälä desde el Observatorio de Iso-Heikkilä, en Turku, Finlandia.

## Designación y nombre
Designado provisionalmente como 1938 SX. Fue nombrado Carson en honor a la científica estadounidense Rachel Carson.